# 桐ノ小島

五島列島の全体図

桐ノ小島（きりのこじま、きりのこしま）は、長崎県南松浦郡新上五島町にある小島。中通島と若松島の間の瀬戸、若松瀬戸に浮かぶ。離島振興法指定。

## 概要
中通島の属島となる有人の島で、世帯数は4、人口 7人（2010年10月1日現在）。
中通島とは1961年に架橋された十数mほどのコンクリート橋で接続されており、これが島と外部を結ぶ唯一の生活道路である。島内に職場はなく、就業者は全員が仕事のために島外へ出る。
- 中通島との間を結ぶコンクリート橋
（向かって右手が桐ノ小島）